# Helena Karlssonová
Helena Karlssonová (* 27. duben 1992 Ekerö) je švédská juniorská reprezentantka v orientačním běhu. Mezi její největší úspěchy patří zlatá medaile ze štafet na juniorském mistrovství světa 2011 v polském městě Wejherowo. V současnosti běhá za švédský klub Bromma-Vällingby SOK.

## Sportovní kariéra
| Přehled úspěchů na Mistrovství světa juniorů | Přehled úspěchů na Mistrovství světa juniorů | Přehled úspěchů na Mistrovství světa juniorů | Přehled úspěchů na Mistrovství světa juniorů | Přehled úspěchů na Mistrovství světa juniorů |
| Mistrovství světa juniorů                    | Sprint                                       | Middle                                       | Long                                         | Štafety                                      |
| -------------------------------------------- | -------------------------------------------- | -------------------------------------------- | -------------------------------------------- | -------------------------------------------- |
| Wejherowo 2011                               | 28. místo                                    | 5. místo                                     | 12. místo                                    | 1. místo                                     |